# Medaglie francesi

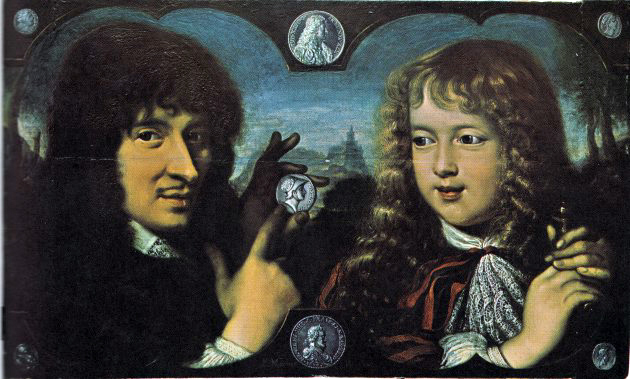
Anonimo del XVII secolo, Jean Varin mostra un'antica medaglia a Luigi XIV fanciullo, Parigi, Musée de la Monnaye

In Francia la produzione di medaglie ha antiche origini, anteriori a quella italiana di alcuni decenni, sebbene improntata a un gusto ancora tardogotico. In seguito si conformò al modello italiano, seguendone a ruota gli sviluppi e raggiungendo solo nel XVII secolo un ruolo di guida in Europa, con la produzione barocca nata alla corte di re Sole. Tale preminenza si confermò con influenza ancora maggiore nel periodo neoclassico con le medaglie napoleoniche.

## Quattro e Cinquecento

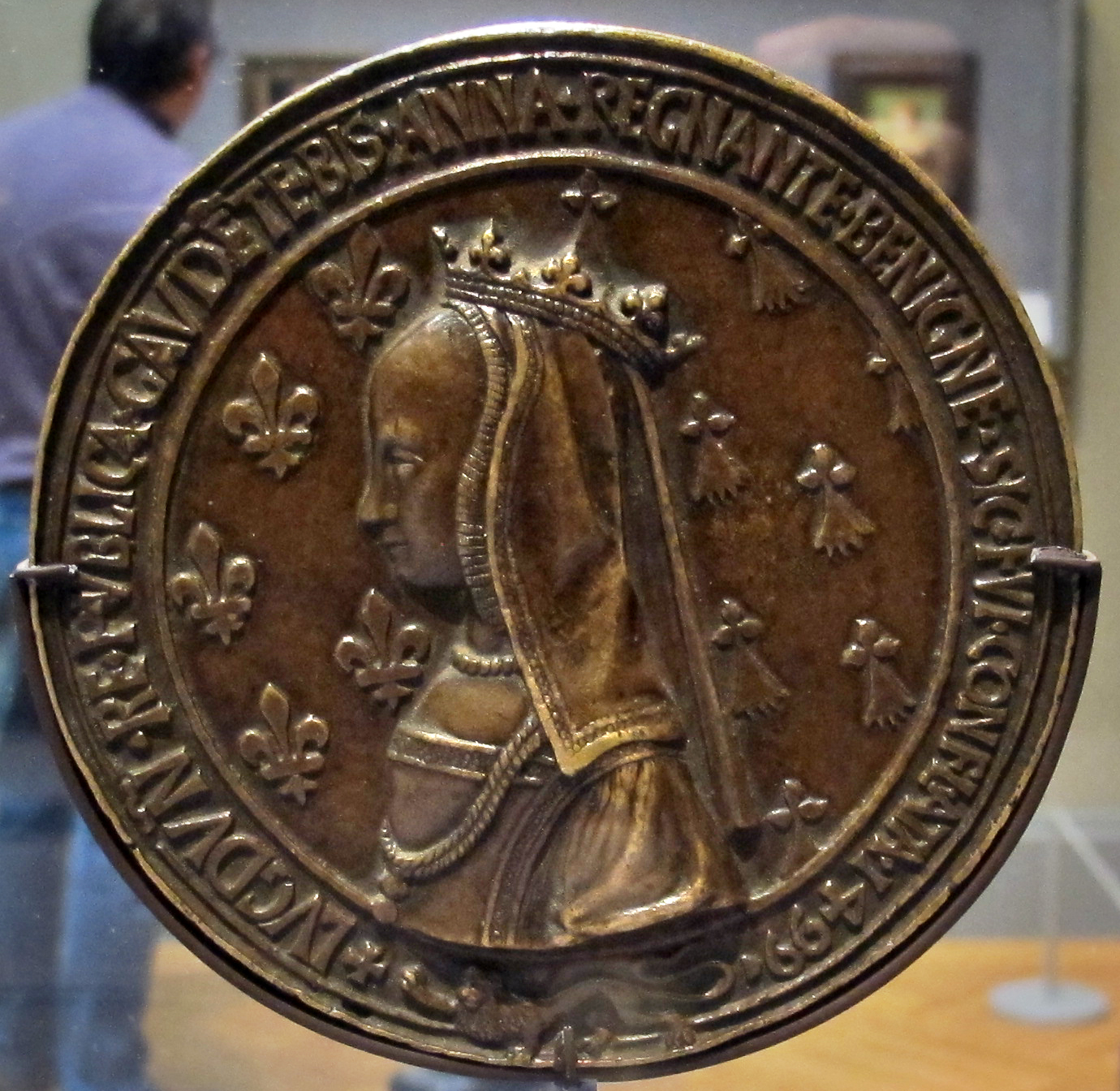
Nicolas Leclerc, Jean de Saint-Priest e Jean Lepére, medaglia di Luigi XIII e Anna di Bretagna, 1499 ca.

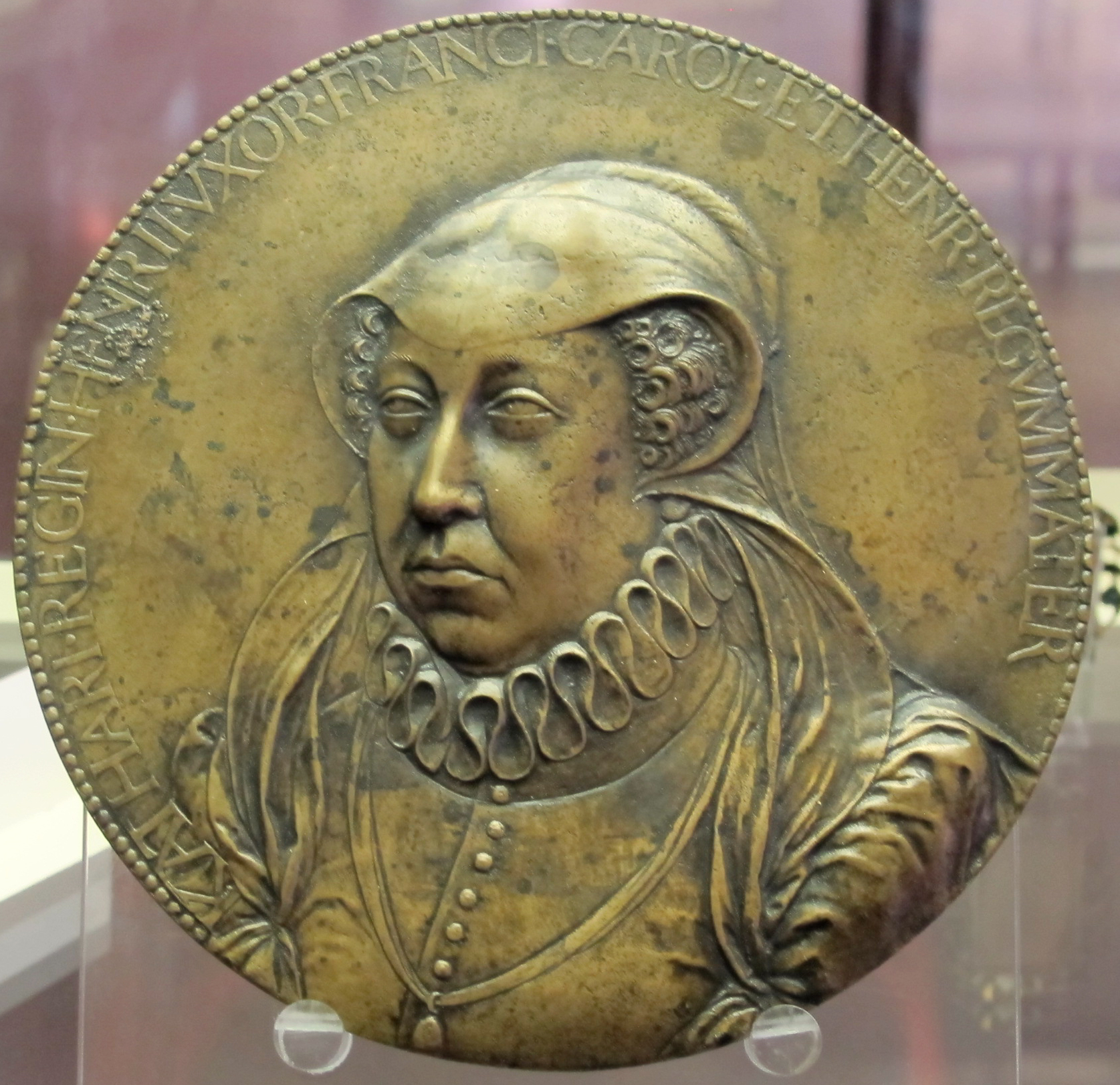
Germain Pilon, medaglia di Caterina de' Medici

Nelle corti francesi del finire del medioevo si diffuse la consuetudine di donare grandi medaglioni in oro con l'effigie del sovrano o del principe regnante, derivati dalla monetazione corrente, in versione ingrandita e preziosa. Nota è la serie del duca di Berry di ritratti di eroi della cristianità, e noto dalle fonti, sebbene non pervenutoci, è un suo ritratto su un gioiello d'oro di forma circolare, risalente già al 1413-16. Il primo esempio di medaglia-ritratto di sovrani viventi pervenutaci è comunque posteriore, battuta a Lione nel 1494 da Louis, Jean Lepére e Nicolas de Florence in occasione della campagna di Carlo VIII in Italia (1494), e che ritrae lui sul recto e la moglie Anna di Bretagna sul verso. A mezzo busto, i sovrani sono rappresentati con un buon modellato, sebbene lo sfondo di gigli ed ermellini dimostri la sopravvivenza di un gusto prettamente araldico e medievale.
La presenza di artisti italiani nelle corti francesi, quali Francesco Laurana dal 1477 al 1500 presso gli Angiò e Luigi XI, o Giovanni Candida per il delfino Francesco di Valois, portò presto a un allineamento con le più tipiche realizzazioni italiane anche in campo medaglistico, analogamente a quanto sarebbe successo con le arti di lì a poco tramite la scuola di Fontainebleau. Alla corte di Francesco I lavorarono Matteo del Nassaro e Benvenuto Cellini, che coniò una nota medaglia del sovrano che ebbe ampia circolazione, e fece anche da modello per i ritratti eseguiti da Tiziano.
Sotto Enrico II iniziarono a prevalere gli artisti francesi, come Etienne Delaune e Germain Pilon, quest'ultimo specializzato anche in ritratti monumentali su placche di bronzo. L'attività dei medaglisti venne poi nobilitata da Carlo IX, che creò la carica di contrôleur général des effigies ricoperta per la prima volta dal Pilon. Egli doveva fornire, almeno in via teorica, tutti il modelli in cera dell'immagine del re destinati a fare da modello a tutte le produzioni di monete e medaglie. La preoccupazione del sovrano di vigilare sulla qualità dei suoi ritratti, qui formulata esplicitamente per la prima volta, confermava il ruolo essenzialmente propagandistico dei conî. Tra le migliori opere del Pilon, che eseguì medaglie di numerosi esponenti della casa Valois, figura la medaglia di Enrico II, dove i piani sono talmente ben definiti da rimanere nitidi da qualsiasi angolo prospettico la si guardi. Tra le opere di cortigiani e cittadini, la medaglia di René Birague ha un livello artistico degno di competere coi migliori tondi scolpiti coevi.
Nella seconda metà del secolo si distingue anche l'attività di un altro italiano, Jacopo Primavera, autore di delicati ritratti femminili presso la corte francese tra il 1568 e il 1575, tra i quali spicca quello di Caterina de' Medici.
Successe a Pilon Guillaume Dupré, che con la medaglia di re Enrico IV accanto alla sua favorita Gabrielle d'Estrées si guadagnò il titolo di sculptuer ordinarire de Sa Majesté nel 1597 e di controllore delle effigi dal 1604. Le sue opere, ben proporzionate rispetto al formato tondo della medaglia, si distinguono per il tono di sofisticato realismo, scevro da quella cortigiana adulazione delle coeve realizzazioni di Leone Leoni per gli Asburgo. Fecero ad esempio da modello a Rubens per le effigi dei sovrani. Tuttavia, rispetto sempre al Leoni, i rovesci allegorici del Dupré non ne equagliano la raffinatezza e l'inventiva. Attivo anche in Italia, tra il 1611 e il 1613, fece quello che è considerato il migliori ritratto di doge su medaglia, quello di Marcantonio Memmo (1612).
Rivale sia di Pilon che di Dupré fu Nicolas Briot, incisore della zecca generale di Parigi che, oltre ad essere un abile coniatore, mise a punto alcuni procedimenti per migliorare la produzione della zecca. Fu protetto da Luigi XIII, ma il suo temperamento turbolento gli creò nemici che, assieme a un pesante indebitamento, lo costrinsero a fuggire a Londra dove trovò impiego presso Carlo I.

## Seicento

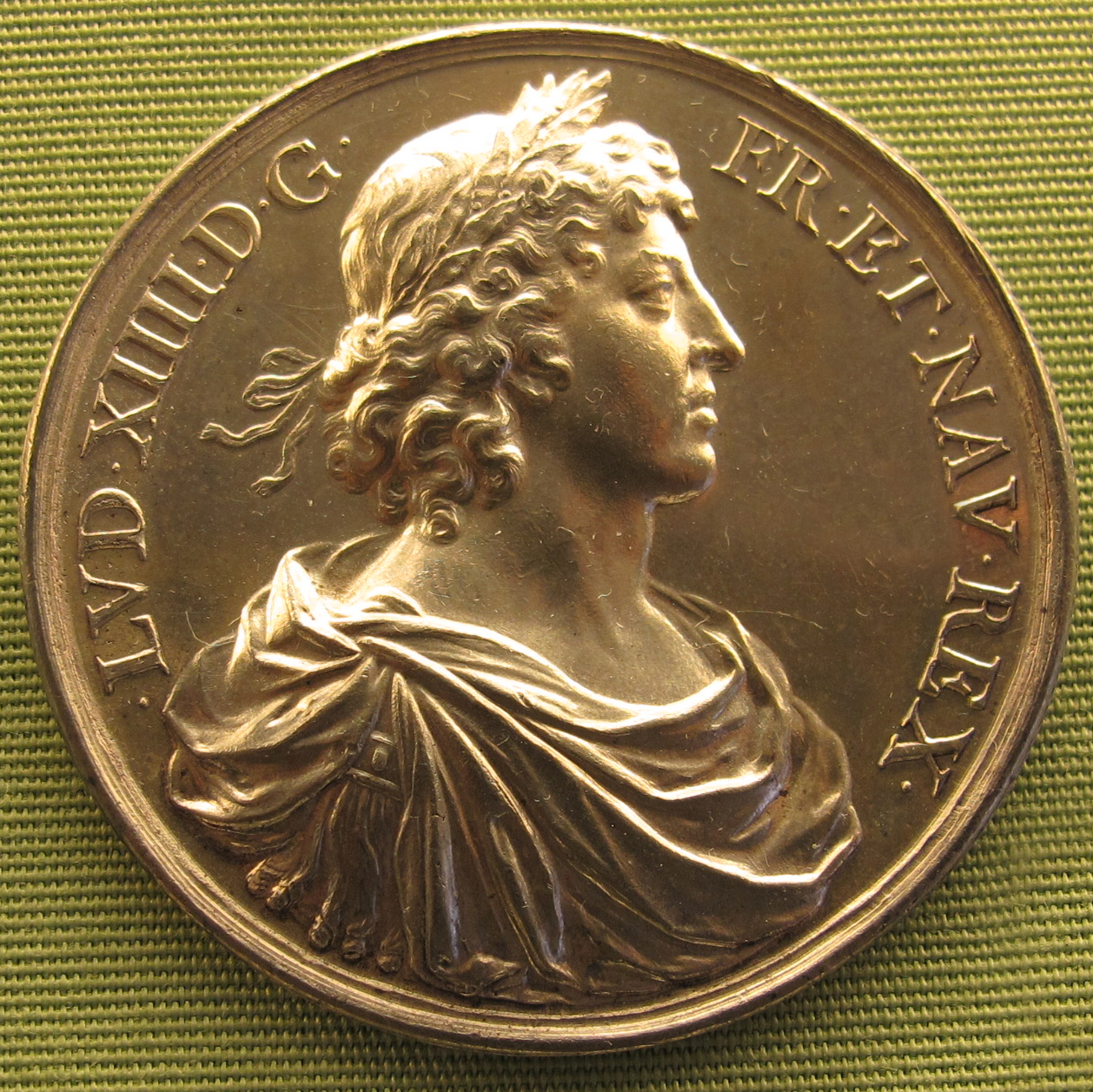
Jean Warin, medaglia di Luigi XIV, 1660

Jean Warin fu attivo alla zecca di Parigi e medaglista per il re e le personalità preminenti della corte francese. La notevole medaglia di Richelieu (1630) è eseguita con la tecnica della fusione, ma Warin eccelse anche nella tecnica della battitura (altra medaglia di Richelieu, medaglia di Mazarino); i suoi rovesci tuttavia appaiono piuttosto convenzionali. Nel 1633 fece anche un bel ritratto su medaglia di Luigi XIV in occasione dell'inizio dei lavori al palazzo del Louvre, di cui era stato incaricato Gian Lorenzo Bernini di approntare un progetto. L'architetto e scultore italiano vide la medaglia e appuntò il rilievo come "troppo vistoso", al che il Warin rispose che quello era dovuto al gusto di Jean-Baptiste Colbert.
Proprio Colbert, ministro delle finanze del Re Sole, fu colui che dovette ideare la serie dell'Histoire metallique, una serie di medaglie battute con la storia del regno di Francia, i cui soggetti, nella forma e nel contenuto, vennero discussi nell'Accademia fondata da lui stesso, l'Académie des inscriptions et belles lettres, nel 1663. Il progetto, che avrebbe dovuto essere diretto dal Warin, si arenò e venne ripreso solo nel 1684, coi modelli in cera forniti da Antoine Benoist. Nel 1693 vide la luce la prima serie di medaglie, di dimensioni ridotte, ma una seconda serie di maggiori dimensioni non fu mai eseguita. I rovesci avevano sia un contenuto di genere (come gli esercizi militari dei cadetti), sia allegorico (come nel Mercurio) e vi avevano partecipato numerosi artisti, sia francesi (come Jérôme Roussel, Thomas Bernard e Louis Chéron), che stranieri (R. Faltz e i Roettier). Il progetto venne continuato anche sotto Luigi XV.
Un altro medaglista italiano attivo alla corte francese alla fine del XVII secolo fu Francesco Bertinetti.

## Settecento

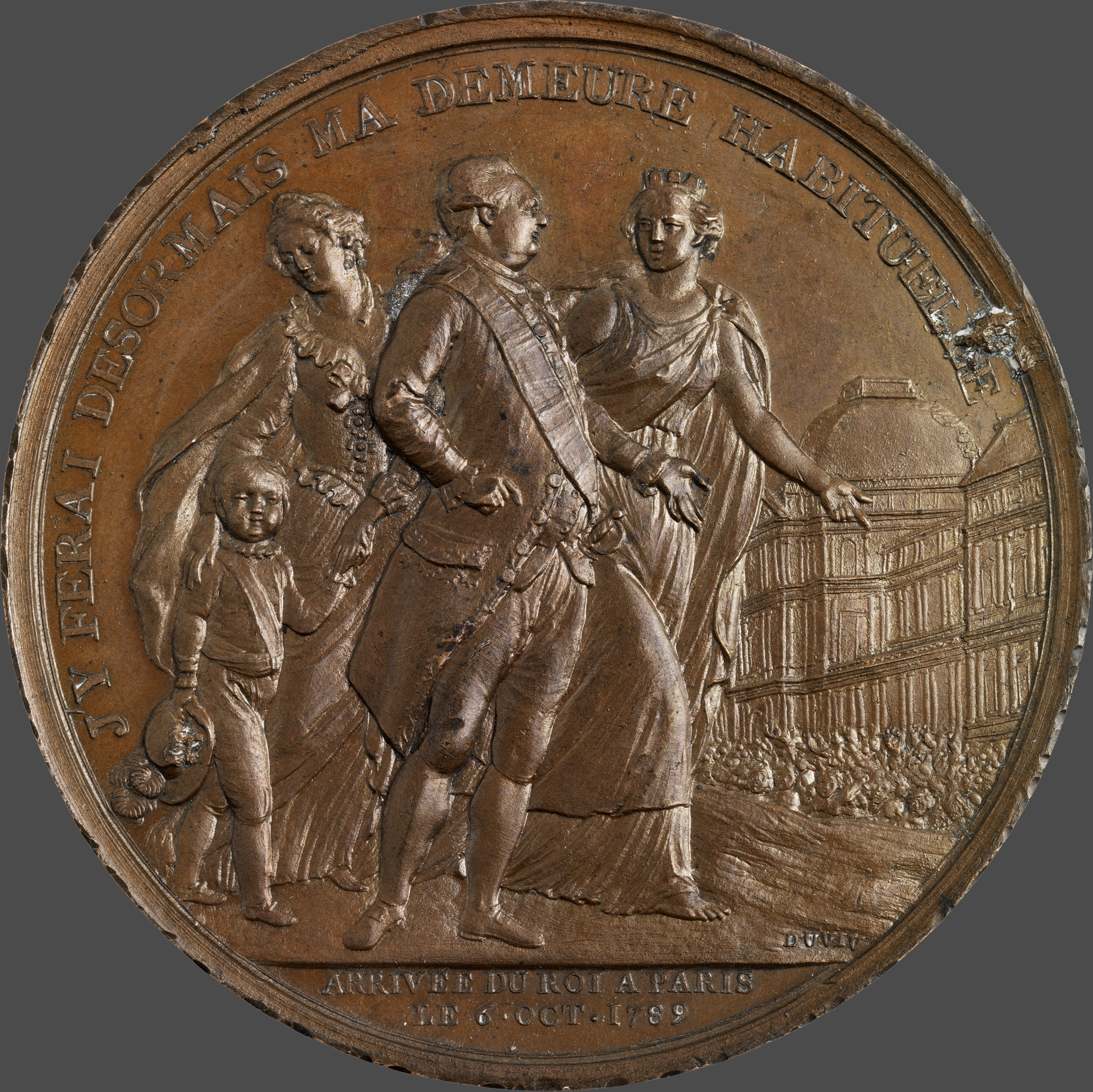
Pierre-Simon-Benjamin Duvivier, Ritorno di Luigi XVI alle Tuileries

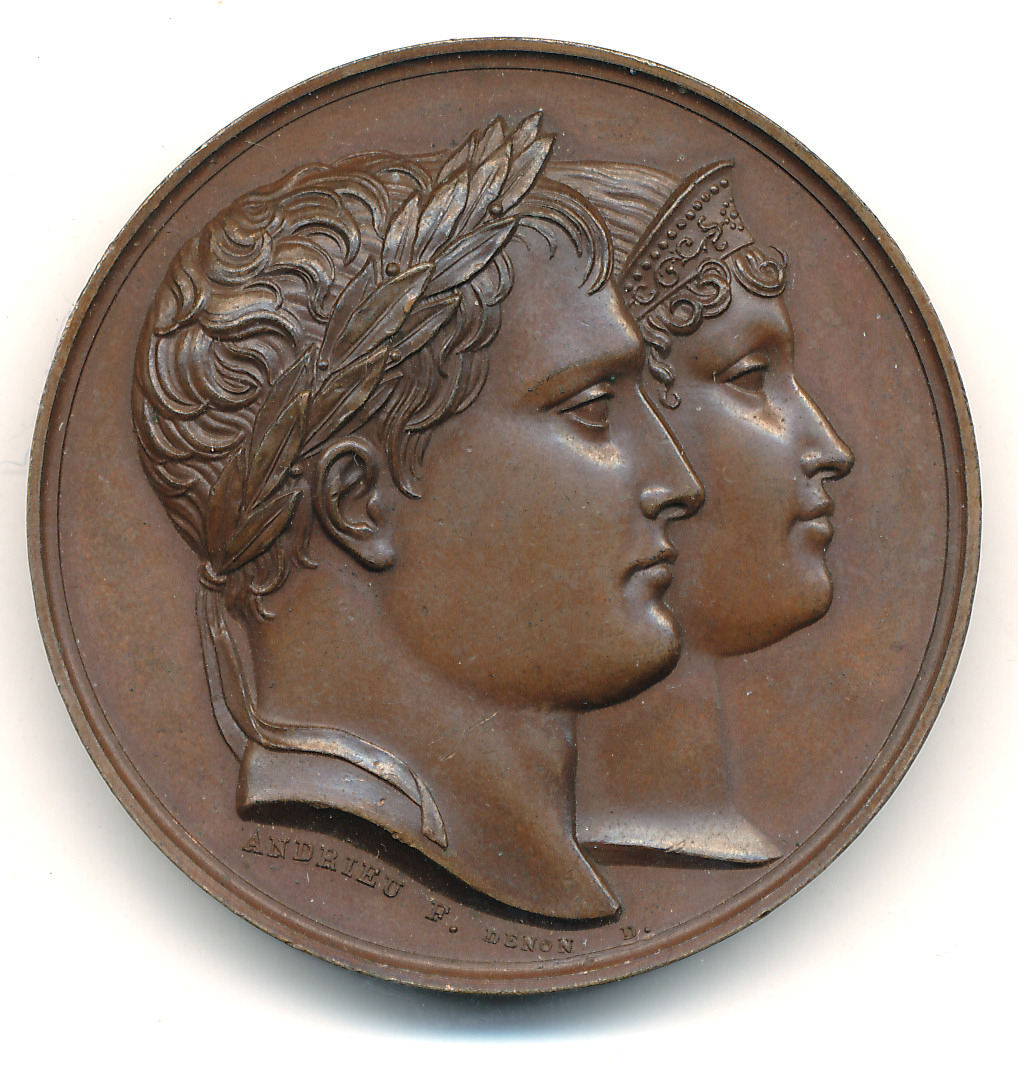
Bertrand Andrieu, medaglia di Napoleone e Maria Luisa

Nel Settecento si moltiplicarono le emissioni di medaglie anche per commemorare singoli eventi, come il volo dei fratelli Montgolfier (di Nicolas-Marie Gatteaux). I ritratti reali, come quelli di Luigi XVI o di Maria Antonietta curati dal medaglista di corte Benjamin Duvivier, presentano un'idealizzazione più aggraziata e una maggiore attenzione al carattere umano. nel rovescio della medaglia del re che commemora il suo ritorno alle Tuileries (1789), realtà e allegoria sono fuse nel rappresentare innanzitutto il dramma umano del sovrano e la sua delicata commozione. Moderato realismo e vivacità si apprezzano anche nella sua medaglia per il Congresso degli Stati Uniti dedicata a George Washington, dove sul retro è rappresentata la partenza degli inglesi da Boston nel 1776. Anche Benjamin Franklin si fece ritrarre da un medaglista francese direttamente a Parigi, posando per Augustin Dupré del quale era anche amico personale.
Il rivale di Duvivier fu Nicolas-Marie Gatteaux, che nel 1789 ebbe il compito di celebrare in una medaglia l'abrogazione dei privilegi reali. Entrambi entrarono poi, dopo la Restaurazione, a servizio di Napoleone. L'imperatore riprese l'idea di continuare l'Histoire metallique, facendo uscire tra il 1806 e il 1814 una serie di medaglie alla cui realizzazione partecipò anche il direttore della zecca Denon.
Fu comunque Bertrand Andrieux a coniare il miglior ritratto ufficiale di Napoleone, attingendo dal gusto neoclassico e al ritratto ellenistico. I suoi rovesci, dove ormai le iscrizioni sono rimpicciolite per lasciare un'ampia superifie liscia attorno alle figure, mostrano soggetti allegorici dal carattere volutamente freddo ed etereo.

## Otto e Novecento

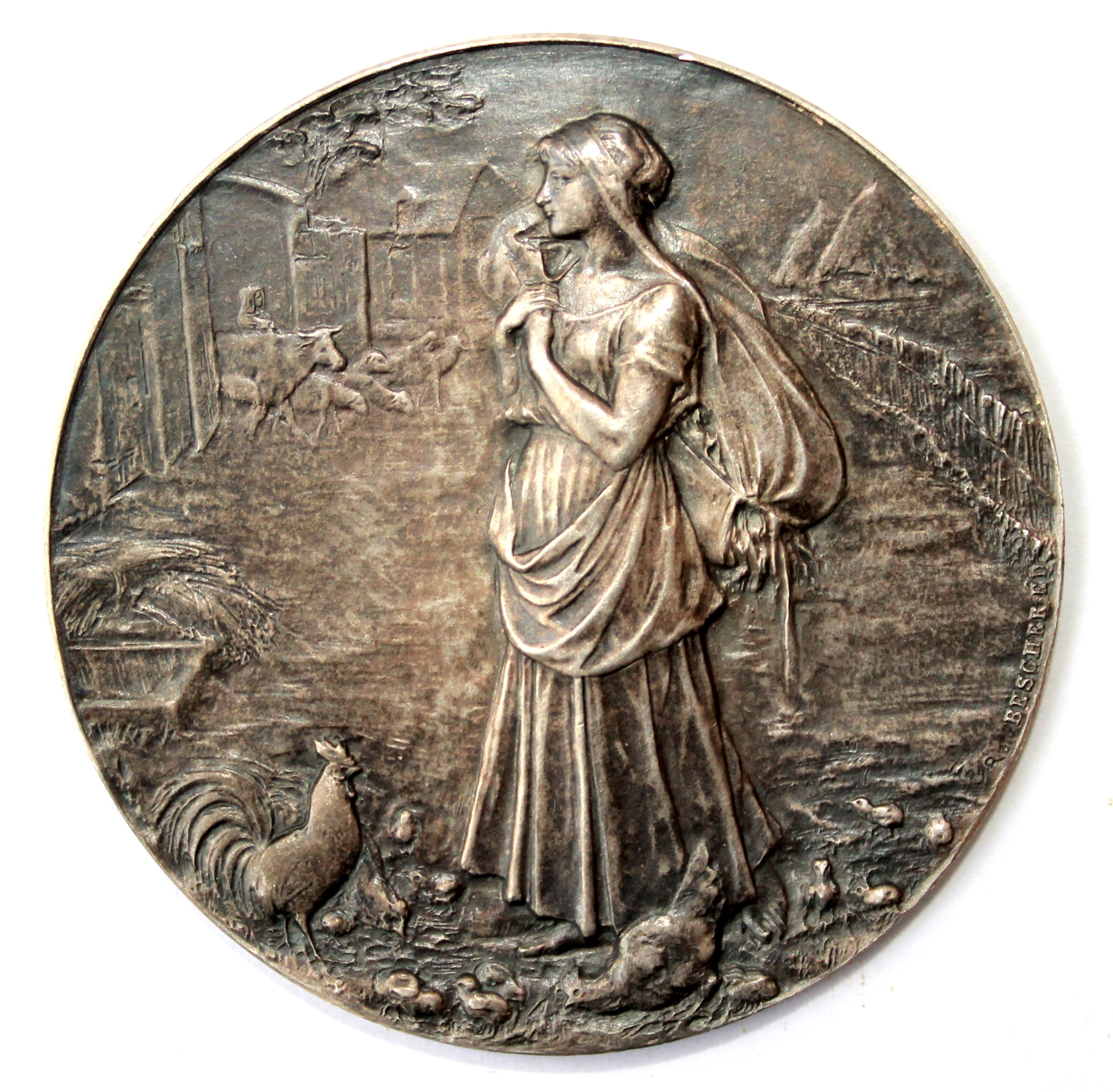
Oscar Roty, medaglia del Comizio agricolo

Nell'Ottocento l'arte francese rivestiva un ruolo di guida, e anche nel campo della medaglistica si ebbero importanti novità. David d'Angers portò nel ritratto su medaglia la vitalità della scultura romantica. La sua opera più importante è la Galerie des contemporaines, dove fissò le effigi dei personaggi importanti della sua epoca, tra cui spiccò il ritratto di Goethe, preso dal vero a Weimar nel 1830. Tuttavia la sua ricerca di immediatezza nella rappresentazione del volto umano portò talvolta a risultati che appaiono trascurati; altre volte, soprattutto nei ritratti femminili, non nascose una certa adulazione, come nel caso della medaglia di Madame Récamier.
Le medaglie di Stato continuarono a seguire comunque la più tranquilla e garantita vena accademica. Oltre alle ultime opere di Gatteaux (come la medaglia per l'incoronazione di Carlo X), lavorarono in questo filone Antoine Bovy (che eseguì opere di dimensioni insolite, come la medaglia dell'imperatrice Eugenia o quella enorme di Luigi Filippo), Jean-Auguste Barre, Maurice Borrel e Alexis-Joseph Depaulis.
Alla fine del XIX secolo la scuola parigina, assieme a quella viennese, è la più originale e indiscutibilmente la più attiva. Alla retorica delle medaglie ufficiali reagì un gruppo di artisti come Hubert Ponscarme, Jules Chaplain e Oscar Roty. Grazie alle migliorie tecniche che nelle zecche permettevano di tradurre semi-automaticamente il disegno nella matrice (anziché doverla incidere manualmente), questi artisti godettero di una nuova libertà che si tradusse in ritratti vividi e schietti, con un trattamento anche più grezzo, che ricorda le coeve ricerche dei pittori impressionisti e post-impressionisti. Si iniziò ad ultilizzare anche nuovi formati, come quello rettangolare, che derivava da quello della placchetta. Anche la seconda generazione di artisti della scuola di Posacarme, quali Henri Chapu e Ovide Yencesse, proseguirono su questa strada.